# Формула-1 — Гран-прі Монако 2005

Схема траси Автодрому Монако

Гран-прі Монако 2005 (офіційно — Formula 1 Grand Prix de Monaco 2005) — автоперегони чемпіонату світу з Формули-1, які відбулися 22 травня 2005 року на Автодромі Монако в Монте-Карло, Монако. Це шостий етап Чемпіонату світу 2005 і 63-й Гран-прі Монако в історії Формули-1.
Переможцем гонки став Кімі Ряйкконен (McLaren-Mercedes), який стартував з поул-позиції та лідирував від старту до фінішу. Друге місце посів Нік Хайдфельд (Williams-BMW), а його напарник Марк Веббер здобув перший подіум у кар’єрі, фінішувавши третім. Лідер чемпіонату Фернандо Алонсо (Renault) фінішував четвертим.

## Звіт

### Передумови
Гран-прі відбувалося через місяць після смерті князя Реньє III, через що князівська родина Монако вперше в історії Гран-прі Монако не відвідала гонку. Команда BAR-Honda не брала участі, відбувши другу гонку заборони через порушення правил на Гран-прі Сан-Марино 2005. Дженсон Баттон виступав як гостьовий коментатор для британського телеканалу ITV.

### Треті пілоти (п’ятниця)
Шість команд, що посіли найнижчі місця в Кубку конструкторів 2004, мали право виставити третій болід під час вільних заїздів у п’ятницю. Ці пілоти брали участь у п’ятничних практиках, але не змагалися в кваліфікації чи гонці.
| Конструктор       | №  | Пілот          |
| ----------------- | -- | -------------- |
| McLaren-Mercedes  | 35 | Александр Вюрц |
| Sauber-Petronas   |    | —              |
| Red Bull-Cosworth | 37 | Крістіан Клін  |
| Toyota            | 38 | Рікардо Зонта  |
| Jordan-Toyota     | 39 | Роберт Дорнбос |
| Minardi-Cosworth  |    | —              |

### Практика
Під час практик Крістіян Альберс втратив контроль над болідом на четвертому повороті та розбився. Хуан Пабло Монтойя, Жак Вільнев, Девід Култгард і Ральф Шумахер зіткнулися на підйомі з Бо Ріваж. Монтойю визнали винним у цьому інциденті, через що його час у другій кваліфікаційній сесії анулювали, і він стартував 16-м.

### Кваліфікація
Кімі Ряйкконен здобув поул-позицію з сумарним часом 2:30.325 (1:13.644 у Q1 і 1:16.679 у Q2). Фернандо Алонсо поступився лише 0,083 секунди, посівши друге місце. Марк Веббер кваліфікувався третім, випередивши Джанкарло Фізікеллу та Ярно Труллі. Нараїн Картікеян і Ральф Шумахер отримали штрафи за заміну двигунів, а Хуану Пабло Монтойї анулювали час Q2 через аварію на практиці.

### Гонка
Кімі Ряйкконен лідирував від старту, створивши відрив у п’ять секунд до 20-го кола. Нараїн Картікеян зійшов через проблему з гідравлікою. На 23-му колі Крістіян Альберс розбився в повороті Мірабо, перекривши дві третини траси. Девід Култгарду вдалося зупинитися без пошкоджень, але Міхаель Шумахер врізався в нього, пошкодивши свій носовий обтічник і підвіску боліда Култгарда. Для прибирання уламків випустили автомобіль безпеки.
Обидва пілоти Renault одразу заїхали на піт-стоп, але Ряйкконен, за вказівкою стратега McLaren Ніла Мартіна, залишився на трасі, що стало вирішальним. Після серії швидких кіл він мав перевагу в 34,7 секунди до свого піт-стопу на 42-му колі, повернувшись на трасу з відривом у 13 секунд. Фернандо Алонсо, чий болід був повільнішим через знос задніх шин, фінішував четвертим.
Нік Хайдфельд піднявся з шостого місця на старті до другого завдяки ранньому піт-стопу та обгону Алонсо в повороті Нувель. Марк Веббер після кількох спроб обігнав Алонсо, здобувши перший подіум у кар’єрі. Хуан Пабло Монтойя прорвався з 16-го місця до п’ятого, випередивши Ральфа Шумахера та Міхаеля Шумахера. Рубенс Баррікелло замкнув залікову зону.
Команда Red Bull використовувала ліврею «Зоряні війни: Епізод III — Помста ситхів», а їхня піт-команда була одягнена як штурмовики, але обидва боліди не здобули очок.

## Класифікація

### Кваліфікація
Кваліфікація відбулася 21 травня 2005 року о 14:00 за місцевим часом (UTC+2) і визначила стартову сітку гонки.
| Поз.     | №  | Пілот               | Конструктор       | Q1       | Q2       | Сума     | Відст.  | Старт |
| -------- | -- | ------------------- | ----------------- | -------- | -------- | -------- | ------- | ----- |
| 1        | 9  | Кімі Ряйкконен      | McLaren-Mercedes  | 1:13.644 | 1:16.679 | 2:30.325 |         | 1     |
| 2        | 5  | Фернандо Алонсо     | Renault           | 1:14.125 | 1:16.281 | 2:30.406 | +0.083  | 2     |
| 3        | 7  | Марк Веббер         | Williams-BMW      | 1:14.584 | 1:17.072 | 2:31.656 | +1.333  | 3     |
| 4        | 6  | Джанкарло Фізікелла | Renault           | 1:14.783 | 1:17.317 | 2:32.100 | +1.777  | 4     |
| 5        | 16 | Ярно Труллі         | Toyota            | 1:15.189 | 1:17.401 | 2:32.590 | +2.267  | 5     |
| 6        | 8  | Нік Хайдфельд       | Williams-BMW      | 1:15.128 | 1:17.755 | 2:32.883 | +2.560  | 6     |
| 7        | 14 | Девід Култгард      | Red Bull-Cosworth | 1:15.329 | 1:18.538 | 2:33.867 | +3.544  | 7     |
| 8        | 1  | Міхаель Шумахер     | Ferrari           | 1:16.186 | 1:18.550 | 2:34.736 | +4.413  | 8     |
| 9        | 11 | Жак Вільнев         | Sauber-Petronas   | 1:15.921 | 1:19.015 | 2:34.936 | +4.613  | 9     |
| 10       | 2  | Рубенс Баррікелло   | Ferrari           | 1:16.142 | 1:18.841 | 2:34.983 | +4.660  | 10    |
| 11       | 12 | Феліпе Масса        | Sauber-Petronas   | 1:16.218 | 1:18.902 | 2:35.120 | +4.797  | 11    |
| 12       | 15 | Вітантоніо Ліуцці   | Red Bull-Cosworth | 1:16.817 | 1:20.335 | 2:37.152 | +6.829  | 12    |
| 13       | 20 | Патрік Фрісахер     | Minardi-Cosworth  | 1:18.574 | 1:22.236 | 2:40.810 | +10.487 | 13    |
| 14       | 21 | Крістіян Альберс    | Minardi-Cosworth  | 1:19.229 | 1:22.977 | 2:42.206 | +11.883 | 14    |
| 15       | 18 | Тіаго Монтейру      | Jordan-Toyota     | 1:19.408 | 1:23.670 | 2:43.078 | +12.755 | 15    |
| 16       | 19 | Нараїн Картікеян    | Jordan-Toyota     | 1:19.474 | 1:23.968 | 2:43.422 | +13.119 | 171   |
| 17       | 17 | Ральф Шумахер       | Toyota            | Без часу | Без часу | Без часу | —       | 182   |
| 18       | 10 | Хуан Пабло Монтойя  | McLaren-Mercedes  | 1:14.858 | Без часу | Без часу | —       | 163   |
| Джерела: |    |                     |                   |          |          |          |         |       |

Примітки
- ↑  — Нараїн Картікеян отримав штраф у 10 позицій на стартовій решітці за заміну двигуна.
- ↑  — Ральф Шумахер отримав штраф у 10 позицій за заміну двигуна та додатково 0,5 секунди до загального часу за використання невідповідних шин на практиці.[11]
- ↑  — Хуан Пабло Монтойя втратив час Q2 через причетність до аварії на практиці.

### Перегони
Гонка відбулася 22 травня 2005 року о 14:00 за місцевим часом (UTC+2) і тривала 78 кіл.
| Поз.     | №  | Пілот               | Конструктор       | Шини | Кола | Час/Схід                  | Старт | Очки |
| -------- | -- | ------------------- | ----------------- | ---- | ---- | ------------------------- | ----- | ---- |
| 1        | 9  | Кімі Ряйкконен      | McLaren-Mercedes  | M    | 78   | 1:45:15.556               | 1     | 10   |
| 2        | 8  | Нік Хайдфельд       | Williams-BMW      | M    | 78   | +13.877                   | 6     | 8    |
| 3        | 7  | Марк Веббер         | Williams-BMW      | M    | 78   | +18.484                   | 3     | 6    |
| 4        | 5  | Фернандо Алонсо     | Renault           | M    | 78   | +36.487                   | 2     | 5    |
| 5        | 10 | Хуан Пабло Монтойя  | McLaren-Mercedes  | M    | 78   | +36.647                   | 16    | 4    |
| 6        | 17 | Ральф Шумахер       | Toyota            | M    | 78   | +37.117                   | 18    | 3    |
| 7        | 1  | Міхаель Шумахер     | Ferrari           | B    | 78   | +37.223                   | 8     | 2    |
| 8        | 2  | Рубенс Баррікелло   | Ferrari           | B    | 78   | +37.570                   | 10    | 1    |
| 9        | 12 | Феліпе Масса        | Sauber-Petronas   | M    | 77   | +1 коло                   | 11    |      |
| 10       | 16 | Ярно Труллі         | Toyota            | M    | 77   | +1 коло                   | 5     |      |
| 11       | 11 | Жак Вільнев         | Sauber-Petronas   | M    | 77   | +1 коло                   | 9     |      |
| 12       | 6  | Джанкарло Фізікелла | Renault           | M    | 77   | +1 коло                   | 4     |      |
| 13       | 18 | Тіаго Монтейру      | Jordan-Toyota     | B    | 75   | +3 кола                   | 15    |      |
| 14       | 21 | Крістіян Альберс    | Minardi-Cosworth  | B    | 73   | +5 кіл                    | 14    |      |
| Сх       | 15 | Вітантоніо Ліуцці   | Red Bull-Cosworth | M    | 59   | Аварія                    | 12    |      |
| Сх       | 20 | Патрік Фрісахер     | Minardi-Cosworth  | B    | 29   | Аварія                    | 13    |      |
| Сх       | 14 | Девід Култгард      | Red Bull-Cosworth | M    | 23   | Пошкодження від зіткнення | 7     |      |
| Сх       | 19 | Нараїн Картікеян    | Jordan-Toyota     | B    | 18   | Гідравліка                | 17    |      |
| Джерела: |    |                     |                   |      |      |                           |       |      |

## Положення в чемпіонаті після Гран-прі
|          | Поз. | Пілот           | Очки |
| -------- | ---- | --------------- | ---- |
|          | 1    | Фернандо Алонсо | 49   |
|          | 2    | Кімі Ряйкконен  | 27   |
|          | 3    | Ярно Труллі     | 26   |
|          | 4    | Марк Веббер     | 18   |
|          | 5    | Нік Хайдфельд   | 17   |
| Джерело: |      |                 |      |

|          | Поз. | Конструктор      | Очки |
| -------- | ---- | ---------------- | ---- |
|          | 1    | Renault          | 63   |
|          | 2    | McLaren-Mercedes | 51   |
|          | 3    | Toyota           | 43   |
|          | 4    | Williams-BMW     | 35   |
|          | 5    | Ferrari          | 21   |
| Джерело: |      |                  |      |

- Примітка: Тільки п’ять позицій включено в обидві таблиці.